# Hội chợ Świętojański

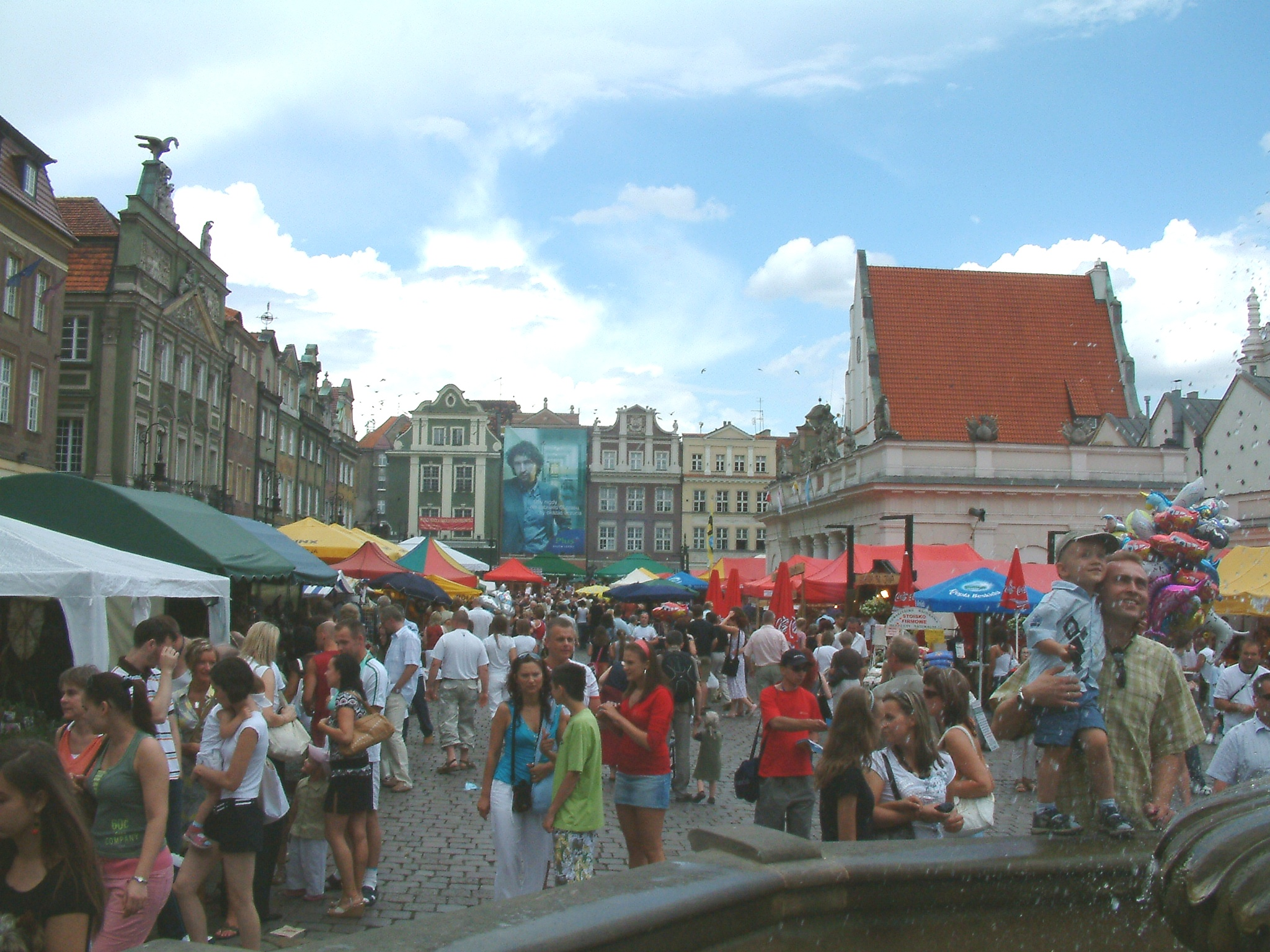
Hội chợ Świętojański ở Poznań (2017)

Hội chợ Świętojański, hay Hội chợ Mùa hè, hay Hội chợ Saint John (tiếng Ba Lan: Jarmark Świętojański) là một trong những sự kiện văn hóa lâu đời ở thành phố Poznań, Ba Lan. Hội chợ thường diễn ra vào nửa cuối tháng 6, trên Quảng trường Chợ Cũ và các con phố liền kề.
Từ thế kỷ 16 và 17, Hội chợ bắt đầu phát triển mạnh cùng với thời kỳ thương mại thịnh vượng tại Poznań. Lúc bấy giờ, quảng trường chợ thu hút thương gia đến từ nhiều quốc gia châu Âu xa xôi. Hội chợ nổi tiếng với việc bày bán và trao đổi các mặt hàng thiết yếu là ngũ cốc và len. Khi tình hình kinh doanh các mặt hàng này không còn tốt, Hội chợ rơi vào tình trạng suy tàn, đặc biệt là vào đầu thế kỷ 18.
Truyền thống này được khôi phục theo kiến nghị của Tổng thống Andrzej Wituski vào năm 1975 và tạm thời kết hợp với việc tổ chức Hội chợ Quốc tế Poznań. Hiện nay, mặt hàng buôn bán trong hội chợ đa số là hàng thủ công mỹ nghệ, thực phẩm trong vùng và đồ cổ. Nhiều lễ hội và sự kiện văn hóa được tổ chức tại đây, chủ yếu là về lĩnh vực âm nhạc. Đây là một trong những sự kiện thu hút và hấp dẫn đối với cư dân thành phố cũng như du khách.